# Bengt Palmquist
Bengt Palmquist est un skipper suédois né le 4 avril 1923 à Göteborg et mort le 26 novembre 1995 à Särö. 
Aux Jeux olympiques d'été de 1956 à Melbourne, Bengt Palmquist est sacré champion olympique en classe Dragon avec Folke Bohlin et Leif Wikström sur le Slaghöken II. 